# Clania steineri
Clania steineri är en skalbaggsart som beskrevs av Dombrow 1999. Clania steineri ingår i släktet Clania och familjen Melolonthidae. Inga underarter finns listade i Catalogue of Life.